# Стаматьев, Харлампий Фёдорович

На фоне «Ньюпора» стоят (слева направо): заведующий воздухоплавательным парком ОАК Х. Ф. Стаматьев, механик С. Дорогой, шт.-кап. Д. Г. Андреади (во время его перелёта Севастополь — Петербург), одесский градоначальник И. В. Сосновский, А. А. Анатра, секретарь ОАК К. Л. Маковецкий, шт.-кап. Г. М. Греков. Стрельбищное поле Одессы, июнь 1912 г.

Харла́мпий Фёдорович Стаматьев  (1859, Елисаветградский уезд, деревня Николаевка — 1920, Ялта, Багреевка) — подполковник Русской императорской армии, начальник Севастопольской военной авиационной школы.

## Биография
Родился в семье священника Фёдора Петровича Стаматьева, греческого происхождения. Обучался в гимназии, далее в Одесском пехотном юнкерском училище. Выпущен прапорщиком 58-го пехотного Прагского полка со старшинством с 10 февраля 1881 года. Капитан с 6 мая 1900 года.
В начале августа 1904 года на базе Одесской сводно-морской роты, которой командовал Х. Ф. Стаматьев, был создан Одесский морской батальон. В начале сентября того же года капитан Стаматьев был назначен командиром гребной роты Морбата. В 1906 году, в чине подполковника, он стал помощником командующего Одесским морским батальоном.
Участвуя в работе Одесского аэроклуба (основан в марте 1908 года), Х. Стаматьев был его пилотом и заведующим воздухоплавательным парком, принимал участие в организации военно-авиационного класса при ОАК и разработке его программы обучения. После открытия в 1910 году авиакласса (в 1911 году преобразованного в Одесcкую авиашколу) стал его начальником. Лётному делу обучался у одного из первых дипломированных лётчиков России П. А. Кузнецова.
В числе первых аэропланов системы «Фарман», построенных в Российской империи, были аэропланы, созданные в мастерских Одесского аэроклуба, постройку которых координировал подполковник Стаматьев. 17 (30) декабря 1910 года комитет ОАК поручил Х. Ф. Стаматьеву постройку двух аэропланов «Фарман» силами техников Одесского морбата. 14 (27) апреля 1911 года первый «Фарман IV» был испытан пилотом Николаем Дмитриевичем Костиным. В газете «Одесские новости» № 8393, вышедшей в пятницу 15 (28) апреля 1911 года, в рубрике «Спорт» была помещена заметка «Полёт Костина»:

Вчера на ипподроме бегового общества был испытан первый аппарат (системы Фармана), построенный чинами морского батальона. Мотор «Гном» в 50 сил был приобретён на пожертвования президента аэроклуба Артура Антоновича Анатра. Полёт совершал авиатор Костин. После плавного подъёма г. Костин поднялся на высоту до 100 метров, сделал круг и опустился. Аппарат отличается замечательной лёгкостью.

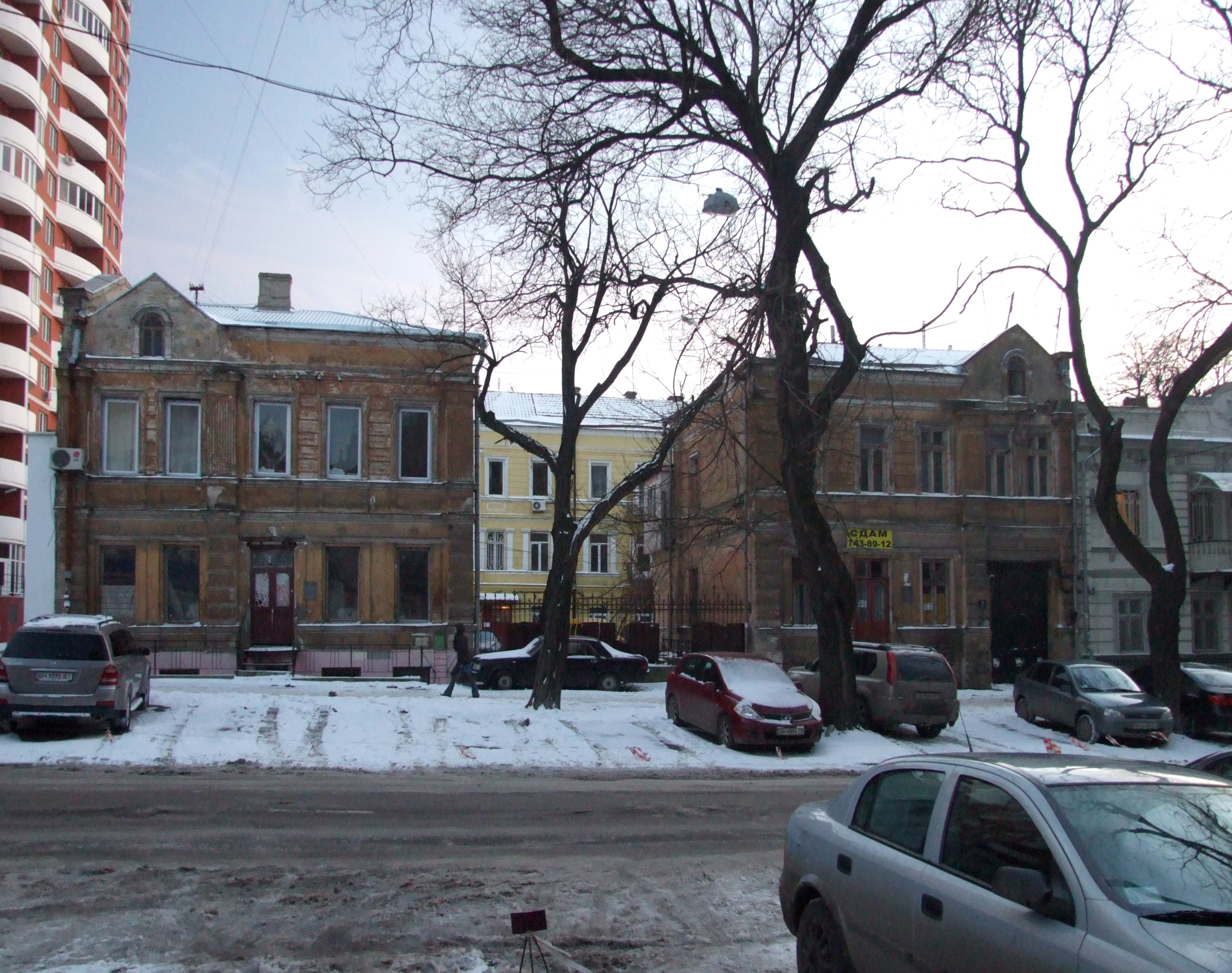
Улица Базарная, 7 — один из одесских адресов Х.Ф. Стаматьева.

После начала Первой мировой войны, с 22 сентября 1914 года, Х. Ф. Стаматьев стал командиром 6-й авиационной роты, дислоцированной в Одессе. 
16 декабря 1915 года он был назначен начальником Офицерской школы авиации в Каче (Севастополь), на базе которой весной 1916 года была сформирована «Севастопольская его императорского высочества Великого князя Александра Михайловича военная авиационная школа». Одновременно Х. Стаматьев был главным редактором журнала военной авиации и воздухоплавания «Военный лётчик» (выходил два раза в месяц в 1916—1917 годах). После Февральской революции был смещён с должности начальника авиашколы.
В 1918—1920 годах подполковник Х. Ф. Стаматьев служил в комендантской команде Ялты. Был расстрелян в Багреевке в числе жертв Красного террора в Ялте конца 1920 года. Смертный приговор по постановлению чрезвычайной тройки Крымской ударной группы управления особых отделов ВЧК при РВС Южного и Юго-Западного фронтов выносился дважды:
- от 7 декабря 1920 года[11] тройкой в составе председателя Чернабрывого, членов Удриса и Гунько-Горкунова[12].
- от 10 декабря 1920 года[13] тройкой в составе председателя Удриса, членов Агафонова (ответственный за исполнение приговора в 24-часовой срок) и Тольмаца[14].